# Tromsø Idrettslag 1992
Questa pagina raccoglie i dati riguardanti il Tromsø Idrettslag nelle competizioni ufficiali della stagione 1992.

## Stagione
Il Tromsø chiuse il campionato all'ottavo posto finale. L'avventura in Coppa di Norvegia terminò invece ai quarti di finale, con l'eliminazione per mano del Lillestrøm. Il calciatore più utilizzato in campionato fu Tor Andre Grenersen, con 22 presenze (non saltò neppure un incontro). I migliori marcatori furono Bjørn Johansen e Sigurd Rushfeldt, con 4 reti ciascuno.

## Rosa
| N. |                     | Ruolo | Calciatore          |
| -- | ------------------- | ----- | ------------------- |
|    | Norvegia (bandiera) | P     | Tor Andre Grenersen |
|    | Norvegia (bandiera) | P     | Thomas Tøllefsen    |
|    | Norvegia (bandiera) | D     | Dag Trygve Berntsen |
|    | Norvegia (bandiera) | D     | Svein Johansen      |
|    | Norvegia (bandiera) | D     | Morten Kræmer       |
|    | Norvegia (bandiera) | D     | Arne Vidar Moen     |
|    | Norvegia (bandiera) | D     | Steinar Nilsen      |
|    | Norvegia (bandiera) | D     | Tore Nilsen         |
|    | Norvegia (bandiera) | D     | Morten Pedersen     |
|    | Norvegia (bandiera) | D     | Tor Pedersen        |
|    | Norvegia (bandiera) | C     | Torgeir Rugtvedt    |
|    | Norvegia (bandiera) | D     | Nils Solstad        |

| N. |                     | Ruolo | Calciatore           |
| -- | ------------------- | ----- | -------------------- |
|    | Norvegia (bandiera) | C     | Ruben Bakke          |
|    | Norvegia (bandiera) | C     | Lars Espejord        |
|    | Norvegia (bandiera) | C     | Truls Jenssen        |
|    | Norvegia (bandiera) | C     | Bjørn Johansen       |
|    | Polonia (bandiera)  | C     | Jerzy Kowalik        |
|    | Polonia (bandiera)  | C     | Kazimierz Sokołowski |
|    | Norvegia (bandiera) | C     | Trond Soleng         |
|    | Norvegia (bandiera) | A     | Svein Are Andreassen |
|    | Norvegia (bandiera) | A     | Stein Berg Johansen  |
|    | Norvegia (bandiera) | A     | Tore Rismo           |
|    | Norvegia (bandiera) | A     | Sigurd Rushfeldt     |

## Calciomercato

### Sessione invernale
| Acquisti | Acquisti         | Acquisti | Acquisti   |
| R.       | Nome             | da       | Modalità   |
| -------- | ---------------- | -------- | ---------- |
| A        | Sigurd Rushfeldt | Norild   | definitivo |

| Cessioni | Cessioni             | Cessioni   | Cessioni   |
| R.       | Nome                 | a          | Modalità   |
| -------- | -------------------- | ---------- | ---------- |
| C        | Robin Berntsen       | Tromsdalen | definitivo |
| A        | John Kristian Angvik |            | ritiro     |

### Sessione estiva
| Acquisti | Acquisti        | Acquisti        | Acquisti   |
| R.       | Nome            | da              | Modalità   |
| -------- | --------------- | --------------- | ---------- |
| D        | Morten Pedersen | Brøndby         | definitivo |
| C        | Jerzy Kowalik   | Hutnik Cracovia | definitivo |

| Cessioni | Cessioni | Cessioni | Cessioni |
| R.       | Nome     | a        | Modalità |
| -------- | -------- | -------- | -------- |

## Risultati

### Eliteserien

#### Girone di andata
| Arbitro: | Olsen (Kristiansand) |

|             |           |  |
| Sundgot 88’ | Marcatori |  |

| Arbitro: | Kronborg |

|             |           |            |
| Kowalik 50’ | Marcatori | 62’ Dahlum |

| Arbitro: | Hermansen |

|  |           |                |
|  | Marcatori | 47’ Andreassen |

| Arbitro: | Halle (Molde) |

|  |           |                              |
|  | Marcatori | 54’, 59’ Ytterland 73’ Sætre |

| Arbitro: | Nervik |

|                                                            |           |  |
| Kallstad 16’ Nysæther 18’ Mjelde 32’, 85’ McManus 40’, 69’ | Marcatori |  |

| Arbitro: | Olsen (Kristiansand) |

|                            |           |                           |
| Espejord 45’ Rushfeldt 57’ | Marcatori | 2’ Tønnessen 65’ Strandli |

| Stavanger 1º luglio 1992, ore ??:?? 7ª giornata | Viking | 0 – 0 referto | Tromsø | Stavanger Stadion (7.517 spett.)\| Arbitro: \| Nordby \| |
| Arbitro:                                        | Nordby |               |        |                                                          |

| Arbitro: | Larsgård |

|                                         |           |            |
| Kowalik 27’ Johansen 58’ Sokołowski 72’ | Marcatori | 16’ Holter |

| Arbitro: | Pedersen (Jeløy) |

|  |           |                              |
|  | Marcatori | 21’ Rushfeldt 85’ Sokołowski |

| Tromsø 28 giugno 1992, ore ??:?? 10ª giornata | Tromsø | 0 – 0 referto | Lyn Oslo | Alfheim Stadion (3.805 spett.)\| Arbitro: \| Aass \| |
| Arbitro:                                      | Aass   |               |          |                                                      |

| Arbitro: | Nervik |

|                             |           |  |
| Nilsson 31’ J. Flo 53’, 90’ | Marcatori |  |

#### Girone di ritorno
| Arbitro: | Ditlefsen (Mo i Rana) |

|               |           |                               |
| Rushfeldt 85’ | Marcatori | 26’, 40’ Sundgot 88’ Neerland |

| Arbitro: | Hauge (Bergen) |

|                                                                        |           |              |
| Dahlum 10’, 66’ Sørloth 22’ Bragstad 77’ Henriksen 79’ Leonhardsen 85’ | Marcatori | 69’ Espejord |

| Arbitro: | Haugstad |

|  |           |                            |
|  | Marcatori | 13’, 88’ Fornes 87’ Olsson |

| Arbitro: | Nordby |

|                            |           |  |
| Belsvik 61’, 69’ Kruse 75’ | Marcatori |  |

| Arbitro: | Hollung |

|              |           |  |
| Johansen 24’ | Marcatori |  |

| Arbitro: | Hermansen |

|             |           |  |
| Klausen 36’ | Marcatori |  |

| Arbitro: | Singsaas |

|          |           |  |
| Moen 21’ | Marcatori |  |

| Arbitro: | Olsen (Kristiansand) |

|            |           |           |
| Holter 14’ | Marcatori | 89’ Rismo |

| Arbitro: | Pedersen (Jeløy) |

|                   |           |               |
| Berg Johansen 35’ | Marcatori | 42’ Martinsen |

| Arbitro: | Skjervold |

|                        |           |              |
| Fladmark 77’ Dahle 83’ | Marcatori | 59’ Pedersen |

| Arbitro: | Olsen (Kristiansand) |

|                                                             |           |  |
| Johansen 37’, 61’ Berg Johansen 51’ Rushfeldt 68’ ? ?’ ? ?’ | Marcatori |  |

### Coppa di Norvegia
|  | Finnsnes | 0 – 2 | Tromsø |  |

|  | Lakselv | 0 – 1 | Tromsø |  |

|                                              | Tromsø               | 1 – 1 (d.t.s.) | Tromsdalen |  |
| \| \| \| \| \| \| Tiri di rigore 5 – 4 \| \| |                      |                |            |  |
|                                              |                      |                |            |  |
|                                              | Tiri di rigore 5 – 4 |                |            |  |

|  | Tromsø | 2 – 2 | Fyllingen |  |

|  | Fyllingen | 1 – 2 | Tromsø |  |

|  | Tromsø | 1 – 2 | Lillestrøm |  |

## Statistiche

### Statistiche di squadra
| Competizione      | Punti | In casa | In casa | In casa | In casa | In casa | In casa | In trasferta | In trasferta | In trasferta | In trasferta | In trasferta | In trasferta | Totale | Totale | Totale | Totale | Totale | Totale | DR  |
| Competizione      | Punti | G       | V       | N       | P       | Gf      | Gs      | G            | V            | N            | P            | Gf           | Gs           | G      | V      | N      | P      | Gf     | Gs     | DR  |
| ----------------- | ----- | ------- | ------- | ------- | ------- | ------- | ------- | ------------ | ------------ | ------------ | ------------ | ------------ | ------------ | ------ | ------ | ------ | ------ | ------ | ------ | --- |
| Eliteserien       | 24    | 11      | 4       | 4       | 3       | 16      | 14      | 11           | 2            | 2            | 7            | 22           | 37           | 22     | 6      | 6      | 10     | 22     | 37     | -15 |
| Coppa di Norvegia | -     | 3       | 0       | 2       | 1       | 4       | 5       | 3            | 3            | 0            | 0            | 12           | 3            | 6      | 3      | 2      | 1      | 16     | 8      | +8  |
| Totale            | -     | 14      | 4       | 6       | 4       | 20      | 19      | 14           | 5            | 2            | 7            | 34           | 40           | 28     | 9      | 8      | 11     | 38     | 45     | -7  |

### Statistiche dei giocatori
| Giocatore        | Eliteserien | Eliteserien | Coppa di Norvegia | Coppa di Norvegia | Totale   | Totale |
| Giocatore        | Presenze    | Reti        | Presenze          | Reti              | Presenze | Reti   |
| ---------------- | ----------- | ----------- | ----------------- | ----------------- | -------- | ------ |
| S. Andreassen    | 4           | 1           | ?                 | ?                 | 4+       | 1+     |
| R. Bakke         | 4           | 0           | ?                 | ?                 | 4+       | 0+     |
| S. Berg Johansen | 14          | 2           | ?                 | ?                 | 14+      | 2+     |
| D. Berntsen      | 21          | 0           | ?                 | ?                 | 21+      | 0+     |
| L. Espejord      | 20          | 2           | ?                 | ?                 | 20+      | 2+     |
| T. Grenersen     | 22          | 0           | ?                 | ?                 | 22+      | 0+     |
| T. Jenssen       | 6           | 0           | ?                 | ?                 | 6+       | 0+     |
| B. Johansen      | 21          | 4           | ?                 | ?                 | 21+      | 4+     |
| J. Kowalik       | 10          | 2           | ?                 | ?                 | 10+      | 2+     |
| M. Kræmer        | 4           | 0           | ?                 | ?                 | 4+       | 0+     |
| J. Kowalik       | 10          | 2           | ?                 | ?                 | 10+      | 2+     |
| M. Kræmer        | 4           | 0           | ?                 | ?                 | 4+       | 0+     |
| A. Moen          | 18          | 1           | ?                 | ?                 | 18+      | 1+     |
| S. Nilsen        | 20          | 0           | ?                 | ?                 | 20+      | 0+     |
| T. Nilsen        | 19          | 0           | ?                 | ?                 | 19+      | 0+     |
| M. Pedersen      | 8           | 1           | ?                 | ?                 | 8+       | 1+     |
| T. Pedersen      | 17          | 0           | ?                 | ?                 | 17+      | 0+     |
| T. Rismo         | 18          | 1           | ?                 | ?                 | 18+      | 1+     |
| T. Rugtvedt      | 1           | 0           | ?                 | ?                 | 1+       | 0+     |
| S. Rushfeldt     | 16          | 4           | ?                 | ?                 | 16+      | 4+     |
| K. Sokołowski    | 10          | 2           | ?                 | ?                 | 10+      | 2+     |
| T. Soleng        | 1           | 0           | ?                 | ?                 | 1+       | 0+     |
| N. Solstad       | 16          | 0           | ?                 | ?                 | 16+      | 0+     |
| T. Tøllefsen     | 1           | 0           | ?                 | ?                 | 1+       | 0+     |